# Лусянка
Луся́нка — река в Можайском городском округе Московской области России, впадает в Можайское водохранилище. В старых источниках название встречается также в формах Лусица, Лусося, Лусос, Лусось.
Берёт начало в лесу у деревни Бражниково. Течёт на восток, пересекает автодорогу Р90. Приток — река Жезлянка (Хомутовка). Устье Лусянки находится в 404 км по правому берегу реки Москвы (Можайское водохранилище). Длина реки составляет 37 км, площадь водосборного бассейна — 174 км².
Вдоль течения реки расположены следующие населённые пункты (от истока до устья): Бражниково, Лусось, Сытино, Аниканово, Шваново, Вёшки, Погорелое, Холмец, Лыкшево, Рогачёво, Каменка, Синичино, Псарёво, Воронцово, Поминово, Подсосенье, Черняки.
В районе деревни Каменка на протяжении 6 километров река протекает в уникальном каньоне.
По данным Государственного водного реестра России, относится к Окскому бассейновому округу. Речной бассейн — Ока, речной подбассейн — бассейны притоков Оки до впадения Мокши, водохозяйственный участок — Москва от истока до Можайского гидроузла.